# 角龍超科
角龍超科（Ceratopsoidea）是鳥臀目角龍下目的一個超科，具有明顯的角與頭盾，牠們生存於白堊紀土侖階到馬斯垂克階，約9400萬年前到6500萬年前，主要分布於北美洲。

## 分類學
角龍超科最早是由奧塞內爾·查利斯·馬什（Othniel Charles Marsh）在1888年提出，與角龍形類（Ceratopsomorpha）的範圍重疊，而後者目前已不被使用。目前的範圍是：在新角龍類之內，包含恐怖三角龍，而不包含安氏原角龍的最大演化支。目前發現最早的角龍超科是北美洲的祖尼角龍。

## 外部連結
- 角龍超科的定義歷史 Taxon Search